# منتخب موريشيوس لكرة القدم الشاطئية
منتخب موريشيوس لكرة القدم الشاطئية (بالفرنسية: Équipe de Maurice de football de plage)‏ ، هي منتخب وطني لكرة القدم في موريشيوس ، أسسها الاتحاد الموريشيوسي لكرة القدم.

## وصلة خارجية
- Team Profile